# Stephan Kraft
Stephan Kraft (* 1968) ist ein deutscher Literaturwissenschaftler und Hochschullehrer für Neuere deutsche Literatur.

## Leben
Kraft wuchs in Marienfeld bei Harsewinkel auf und legte in Gütersloh sein Abitur ab. Nach einer Ausbildung zum Buchhändler und dem Zivildienst studierte er bis 1998 Germanistik, Romanistik und Geschichte in Göttingen, Pau und Bonn. Er schloss sein Studium als Master of Arts (M.A.) ab. Von 1998 bis 2004 war er wissenschaftlicher Mitarbeiter bei Harald Steinhagen in Bonn. Er promovierte 2002 mit seiner Arbeit über die Römische Octavia von Anton Ulrich. Zwischen 2004 und 2010 war er als wissenschaftlicher Mitarbeiter am Lehrstuhl von Eva Geulen in Bonn tätig und war Redakteur der Zeitschrift für deutsche Philologie. Ein Stipendium der Alexander von Humboldt-Stiftung ermöglichte ihm einen Forschungsaufenthalt an der Indiana University Bloomington. 2009/10 habilitierte er sich mit einer Arbeit zur Geschichte der Komödientheorie. 2010 bis 2011 arbeitete er in einem eigenen Projekt bei der Deutschen Forschungsgemeinschaft zur Edition des Briefwechsels zwischen dem Dichter Gottfried Benn und  Friedrich Wilhelm Oelze. Von 2011 bis 2013 vertrat er eine Professur am Institut für Germanistik der Universität Paderborn. Im April 2013 wurde er zum Professor für Neuere deutsche Literaturgeschichte am Institut für deutsche Philologie der Julius-Maximilians-Universität Würzburg berufen.

## Veröffentlichungen
Als Autor
- Geschlossenheit und Offenheit der „Römischen Octavia“ von Herzog Anton Ulrich. Königshausen & Neumann, Würzburg 2004.
- Zum Ende der Komödie. Eine Theoriegeschichte des Happyends. Wallstein, Göttingen 2011.

Als Herausgeber
- Das 'Ich' in der Frühen Neuzeit. Autobiographien – Selbstzeugnisse – Ego-Dokumente in historiographischer und literaturwissenschaftlicher Perspektive. hrsg. von Stefan Elit, Stephan Kraft, Andreas Rutz, zeitenblicke 1, Heft 2 (2002).
- Grenzen im Raum – Grenzen in der Literatur. hrsg. von Eva Geulen, Stephan Kraft, Berlin: Erich Schmidt 2010 (= Sonderheft zur ZfdPh, Bd. 129).
- Gottfried Benn – Friedrich Wilhelm Oelze: Briefwechsel 1932–1956, hg. v. Harald Steinhagen, Stephan Kraft und Holger Hof, 4 Bände, Wallstein und Klett-Cotta, Göttingen und Stuttgart 2016.
- „Benn Forum. Beiträge zur literarischen Moderne“ (de Gruyter Verlag), ab Bd. 6, 2018/2019, zusammen mit Holger Hof.
- Gottfried Benn – Gertrud Zenzes: Briefwechsel 1921–1956, hg. v. Holger Hof und Stephan Kraft, Wallstein und Klett-Cotta, Göttingen und Stuttgart 2021.